# Васильев, Владимир Николаевич (футболист)
Влади́мир Никола́евич Васи́льев (18 мая 1953, Дзауджикау, СССР) — советский футболист, вратарь. Мастер спорта СССР (1980).

## Карьера
С 1971 по 1973 год выступал за семипалатинский «Спартак». С 1974 по 1975 год был в составе «Кайрата», однако на поле не выходил, доигрывал сезон 1975 года снова в «Спартаке».
В 1976 году провёл 34 матча за «Чкаловец». В 1977 году перешёл в орджоникидзевский «Спартак», ни разу не сыграл, после чего отправился в «Кубань», где и доиграл сезон, проведя 28 встреч, в которых пропустил 29 мячей. В 1978 году принял участие в 22 матчах команды. Кроме того, сыграл 2 встречи в Кубке СССР.
С 1979 по 1983 год защищал цвета «Арарата», в составе которого дебютировал в Высшей лиге СССР, где провёл за это время 115 матчей. Кроме того, участвовал в играх Кубка. В 1984 году вернулся в Орджоникидзе, где на этот раз провёл за местный «Спартак» 15 встреч. В сезоне 1985 года выступал за «Терек», сыграл 17 матчей в первенстве и 1 встречу в Кубке СССР, в которой пропустил 4 гола.
Брат-близнец Вячеслав также был футболистом.